# 대한민국의 명승 (1970년대~2000년대)
명승(名勝)은 국가지정유산으로, 국가유산청에서 경치가 뛰어난 지역을 대상으로 지정한다.
문화재보호법 시행규칙에 따르면 유명한 건물이나 꽃·나무·새·짐승·물고기·벌레 등의 서식지, 유명한 경승지·산악·협곡·해협·곶·심연·폭포·호수·급류 등 특색있는 하천·고원·평원·구릉·온천지 등을 “명승”으로 규정하고 있다.

## 지정 목록

### 1970년대~1990년대 지정
| 번호 | 명칭                                                                                          | 소재지                                          | 관리자 (단체) | 지정일                                                                |
| 1호  | 명주 청학동 소금강 (溟州 靑鶴洞 小金剛) (Sogeumgang Mountain in Cheonghakdong, Myeongju)      | 강원 강릉시 연곡면 부연동길 753-13, 등 (삼산리) | 강원 강릉시장 | 1970년 11월 23일 지정                                                 |
| 2호  | 거제 해금강 (巨濟 海金剛) (Haegeumgang Islets, Geoje)                                         | 경남 거제시 남부면 갈곶리 산1번지 외 2필        | 경남 거제시장 | 1971년 3월 23일 지정                                                  |
| 3호  | 완도 정도리 구계등 (莞島 正道里 九階燈) (Gugyedeung Pebble Beach in Jeongdo-ri, Wando)        | 전남 완도군 완도읍 정도리 151, 앞해면 일대      | 전남 완도군수 | 1972년 7월 24일 지정                                                  |
| 4호  | 해남대둔산일원 (海南大屯山一圓)                                                               | 전남 해남군 삼산면 구림리 산8-1외 40필          | 해남군수      | 1975년 9월 2일 지정, 1998년 12월 23일 해제, 사적 및 명승 제9호로 지정 |
| 5호  | 승주송광사선암사일원 (昇州松廣寺仙岩寺一圓)                                                   | 전남 순천시 승주읍 죽학리 산48외 95필           | 순천시장      | 1975년 9월 2일 지정, 1998년 12월 23일 해제, 사적 및 명승 제8호로 지정 |
| 6호  | 울진 불영사 계곡일원 (蔚珍 佛影寺 溪谷一圓) (Buryeongsagyegok Valley and Surroundings, Uljin) | 경북 울진군 근남면 수곡리 산121등 585필지       | 경북 울진군수 | 1979년 12월 11일 지정                                                 |
| 7호  | 여수 상백도·하백도 일원 (麗水 上白島·下白島 一圓) (Sangbaekdo and Habaekdo Islets, Yeosu)     | 전남 여수시 삼산면 거문리 산30외 37필           | 전남 여수시장 | 1979년 12월 11일 지정                                                 |
| 8호  | 옹진 백령도 두무진 (甕津 白翎島 頭武津) (Dumujin Coast on Baengnyeongdo Island, Ongjin)       | 인천 옹진군 백령면 연화리 255-1외               | 인천 옹진군수 | 1997년 12월 30일 지정                                                 |

### 2000년대 지정
| 번호 | 명칭 | 소재지                                                     | 관리자 (단체)                     | 지정일                                                         |
| 9호  | 진도의 바닷길 (珍島의 바닷길) (Sea-split Path, Jindo)                                                                                 | 전남 진도군 고군면·의신면 일원 해역                        | 전남 진도군수                     | 2000년 3월 14일 지정                                           |
| 10호 | 삼각산 (三角山) (Samgaksan Mountain)                                                                                                  | 경기 고양시 덕양구 북한동 산1-1, 서울시 강북구 우이동      | 경기 고양시장, 서울 강북구청장    | 2003년 10월 31일 지정                                          |
| 11호 | 청송 주왕산 주왕계곡 일원 (靑松 周王山 周王溪谷 一圓) (Juwanggyegok Valley and Surroundings in Juwangsan Mountain, Cheongsong)        | 경북 청송군 주왕산면 상의리 산24등 119필지                 | 경북 청송군수                     | 2003년 10월 31일 지정                                          |
| 12호 | 진안 마이산 (鎭安 馬耳山) (Maisan Mountain, Jinan)                                                                                    | 전북 진안군 진안읍 마이산로 258, 등 2필 (단양리)           | 전북 진안군수                     | 2003년 10월 31일 지정                                          |
| 13호 | 부안 채석강·적벽강 일원 (扶安 彩石江·赤壁江 一圓) (Chaeseokgang and Jeokbyeokgang Cliffed Coasts, Buan)                               | 전북 부안군 변산면 격포리 301-1등                          | 전북 부안군수                     | 2004년 11월 17일 지정                                          |
| 14호 | 영월 어라연 일원 (寧越 魚羅淵 一圓) (Eorayeon Meandering Stream and Surroundings, Yeongwol)                                           | 강원 영월군 영월읍 거운리 산40 등                          | 강원 영월군수                     | 2004년 12월 7일 지정                                           |
| 15호 | 남해 가천마을 다랑이 논 (南海 加川마을 다랑이 논) (Terraced Paddy Fields of Gacheon Village, Namhae)                                  | 경남 남해군 남면 홍현리 777번지 등                         | 경남 남해군수                     | 2005년 1월 3일 지정                                            |
| 16호 | 예천 회룡포 (醴泉 回龍浦) (Hoeryongpo Meandering Stream, Yecheon)                                                                     | 경북 예천군 용궁면 대은리 950                              | 경북 예천군수                     | 2005년 8월 23일 지정                                           |
| 17호 | 부산 영도 태종대 (釜山 影島 太宗臺) (Taejongdae Cliffed Coast, Busan)                                                                 | 부산 영도구 전망로 118 (동삼동)                            | 부산 영도구청장                   | 2005년 11월 1일 지정                                           |
| 18호 | 소매물도 등대섬 (小每勿島 燈臺섬) (Deungdaeseom Islet of Somaemuldo Island)                                                           | 경남 통영시 한산면 매죽리 산65 등                          | 경남 통영시장                     | 2006년 8월 24일 지정                                           |
| 19호 | 예천 선몽대 일원 (醴泉 仙夢臺 一圓) (Seonmongdae Pavilion and Surroundings, Yecheon)                                                  | 경북 예천군 호명면 백송리 75외                             | 경북 예천군수, 진성이씨백송파종중 | 2006년 11월 16일 지정                                          |
| 20호 | 제천 의림지와 제림 (堤川 義林池와 堤林) (Uirimji Reservoir and Jerim Woods, Jecheon)                                                  | 충북 제천시 모산동 241번지 외                              | 충북 제천시장                     | 2006년 12월 4일 지정                                           |
| 21호 | 공주 고마나루 (公州 고마나루) (Gomanaru Ferry, Gongju)                                                                                | 충남 공주시                                                | 충남 공주시장                     | 2006년 12월 4일 지정                                           |
| 22호 | 영광법성진숲쟁이 (靈光法聖鎭숲쟁이) (Beopseongjin Wooded Fort, Yeonggwang)                                                            | 전남 영광군 법성면 법성리 821-1 등                         | 전남 영광군수                     | 2007년 2월 1일 지정                                            |
| 23호 | 봉화 청량산 (奉化 淸凉山) (Cheongnyangsan Mountain, Bonghwa)                                                                          | 경북 봉화군 명호면 북곡리 산 74번지 등                     | 경북 봉화군수, 진성이씨상계파종중 | 2007년 3월 13일 지정                                           |
| 24호 | 부산 오륙도 (釜山 五六島) (Oryukdo Islets, Busan)                                                                                     | 부산 남구 용호동 936번지 등                                | 부산 남구청장                     | 2007년 10월 1일 지정                                           |
| 25호 | 순천 초연정 원림 (順天 超然亭 園林) (Choyeonjeong Garden, Suncheon)                                                                   | 전남 순천시 송광면 삼청리 766번지 등                       | 전남 순천시장                     | 2007년 12월 7일 지정                                           |
| 26호 | 안동 백운정 및 개호송 숲 일원 (安東 白雲亭 및 開湖松 숲 一圓) (Baegunjeong Pavilion and Gaehosongsup Pine Grove, Andong)              | 경북 안동시 임하면 천전리 93-1번지 등                      | 경북 안동시장                     | 2007년 12월 7일 지정                                           |
| 27호 | 양양 낙산사 의상대와 홍련암 (襄陽 洛山寺 義湘臺와 紅蓮庵) (Uisangdae Pavilion and Hongnyeonam Hermitage of Naksansa Temple, Yangyang) | 강원 양양군 강현면 전진리 산5-2번지 등                     | 대한불교조계종 낙산사             | 2007년 12월 7일 지정                                           |
| 28호 | 삼척 죽서루와 오십천 (三陟 竹西樓와 五十川) (Jukseoru Pavilion and Osipcheon Stream, Samcheok)                                        | 강원 삼척시 성내동 28번지 등                               | 강원 삼척시장                     | 2007년 12월 7일 지정                                           |
| 29호 | 구룡령 옛길 (九龍嶺 옛길) (Old Path of Guryongnyeong Pass)                                                                            | 강원 양양군 서면 갈천리 산1-1번지                          | 강원 양양군수                     | 2007년 12월 17일 지정                                          |
| 30호 | 죽령 옛길 (竹嶺 옛길) (Old Path of Jungnyeong Pass)                                                                                   | 경북 영주시 풍기읍 수철리 산86-2번지 등                    | 경북 영주시장                     | 2007년 12월 17일 지정                                          |
| 31호 | 문경 토끼비리 (聞慶 토끼비리) (Tokkibiri Cliffside Road, Mungyeong)                                                                   | 경북 문경시 마성면 신현리 산41번지 등                      | 경북 문경시장                     | 2007년 12월 17일 지정                                          |
| 32호 | 문경새재 (聞慶새재) (Mungyeongsaejae Pass)                                                                                            | 경북 문경시 문경읍 새재로 1156, 등 (상초리)                | 경북 문경시장                     | 2007년 12월 17일 지정                                          |
| 33호 | 광한루원 (廣寒樓苑) (Gwanghalluwon Garden)                                                                                            | 전북 남원시 요천로 1447, 등 (천거동)                       | 전북 남원시장                     | 2008년 1월 8일 지정                                            |
| 34호 | 보길도 윤선도 원림 (甫吉島 尹善道 園林) (Yun Seon-do's Garden on Bogildo Island)                                                      | 전남 완도군 보길면 부황길 57, 등 (부황리)                  | 전남 완도군수                     | 2008년 1월 8일 지정                                            |
| 35호 | 성락원 (城樂園) (Seongnagwon Garden)                                                                                                  | 서울 성북구 선잠로2길 47 (성북동)                          | 서울 성북구청장                   | 2008년 1월 8일 지정 2020년 9월 2일 해제, 명승 제118호로 재지정 |
| 36호 | 서울 부암동 백석동천 (서울 付岩洞 白石洞天) (Baekseokdongcheon Garden in Buam-dong, Seoul)                                            | 서울 종로구 부암동 115번지 등                              | 서울 종로구청장                   | 2008년 1월 8일 지정                                            |
| 37호 | 동해 무릉계곡 (東海 武陵溪谷) (Mureunggyegok Valley, Donghae)                                                                         | 강원 동해시 무릉로 584, 등 (삼화동)                        | 강원 동해시장                     | 2008년 2월 5일 지정                                            |
| 38호 | 장성 백양사 백학봉 (長城 白羊寺 白鶴峰) (Baegyangsa Temple and Baekhakbong Peak, Jangseong)                                           | 전남 장성군 북하면 약수리 산115-1번지 등                   | 장성군수, 대한불교조계종 백양사   | 2008년 2월 5일 지정                                            |
| 39호 | 남해 금산 (南海 錦山) (Geumsan Mountain, Namhae)                                                                                      | 경남 남해군 상주면 보리암로 691, 등 (상주리)               | 경남 남해군수                     | 2008년 5월 2일 지정                                            |
| 40호 | 담양 소쇄원 (潭陽 瀟灑園) (Soswaewon Garden, Damyang)                                                                                 | 전남 담양군 남면 소쇄원길 17, 등 (지곡리)                  | 전남 담양군수                     | 2008년 5월 2일 지정                                            |
| 41호 | 순천만 (順天灣) (Suncheonman Bay) | 전남 순천시 안풍동 1176번지 등                             | 전남 순천시장                     | 2008년 6월 16일 지정                                           |
| 42호 | 충주 탄금대 (忠州 彈琴臺) (Tangeumdae Height, Chungju)                                                                                | 충북 충주시 칠금동 산1-1번지 등                            | 충북 충주시장                     | 2008년 7월 9일 지정                                            |
| 43호 | 제주 서귀포 정방폭포 (濟州 西歸浦 正房瀑布) (Jeongbangpokpo Falls in Seogwipo, Jeju)                                                  | 제주 서귀포시 칠십리로 156-8 (서귀동)                      | 제주특별자치도지사                | 2008년 8월 8일 지정                                            |
| 44호 | 단양 도담삼봉 (丹陽 島潭三峰) (Dodamsambong Peaks, Danyang)                                                                           | 충북 단양군 단양읍 도담리 195번지 등                       | 충북 단양군수                     | 2008년 9월 9일 지정                                            |
| 45호 | 단양 석문 (丹陽 石門) (Seongmun Natural Arch, Danyang)                                                                                | 충북 단양군 매포읍 하괴리 산20-35번지 등                   | 충북 단양군수                     | 2008년 9월 9일 지정                                            |
| 46호 | 단양 구담봉 (丹陽 龜潭峰) (Gudambong Peak, Danyang)                                                                                   | 충북 단양군 단성면 장회리 산32번지 등                      | 충북 단양군수                     | 2008년 9월 9일 지정                                            |
| 47호 | 단양 사인암 (丹陽 舍人巖) (Sainam Rock, Danyang)                                                                                      | 충북 단양군 대강면 사인암리 산27번지                       | 충북 단양군수                     | 2008년 9월 9일 지정                                            |
| 48호 | 제천 옥순봉 (堤川 玉筍峰) (Oksunbong Peaks, Jecheon)                                                                                  | 충북 제천시 수산면 괴곡리 산9번지 등                       | 충북 제천시장                     | 2008년 9월 9일 지정                                            |
| 49호 | 충주 계립령로 하늘재 (忠州 鷄立嶺路 하늘재) (Haneuljae Pass on Gyerimnyeongno Path, Chungju)                                          | 충북 충주시 수안보면 미륵리 산 8번지 등                    | 충북 충주시장                     | 2008년 12월 26일 지정                                          |
| 50호 | 영월 청령포 (寧越 淸泠浦) (Cheongnyeongpo Meandering Stream, Yeongwol)                                                                | 강원 영월군 남면 광천리 산67-1번지 등                      | 강원 영월군수                     | 2008년 12월 26일 지정                                          |
| 51호 | 예천 초간정 원림 (醴泉 草澗亭 園林) (Choganjeong Garden, Yecheon)                                                                     | 경북 예천군 용문면 죽림리 350번지 등                       | 경북 예천군수                     | 2008년 12월 26일 지정                                          |
| 52호 | 구미 채미정 (龜尾 採薇亭) (Chaemijeong Pavilion, Gumi)                                                                                | 경북 구미시 남통동 249번지 등                              | 경북 구미시장                     | 2008년 12월 26일 지정                                          |
| 53호 | 거창 수승대 (居昌 搜勝臺) (Suseungdae Rock, Geochang)                                                                                 | 경남 거창군 위천면 황산리 890번지 일원                     | 경남 거창군수                     | 2008년 12월 26일 지정                                          |
| 54호 | 고창 선운산 도솔계곡 일원 (高敞 禪雲山 兜率溪谷 一圓) (Dosolgyegok Valley and Surroundings in Seonunsan Mountain, Gochang)            | 전북 고창군 아산면 도솔길 294, 등 (삼인리)                 | 전북 고창군수                     | 2009년 9월 18일 지정                                           |
| 55호 | 무주 구천동 일사대 일원 (茂朱 九千洞 一士臺 一圓) (Ilsadae Precipice and Surroundings in Gucheon-dong, Muju)                          | 전북 무주군 설천면 구천동로 1868-30, 등 (두길리)           | 무주군수                          | 2009년 9월 18일 지정                                           |
| 56호 | 무주 구천동 파회·수심대 일원 (茂朱 九千洞 巴洄·水心臺 一圓) (Pahoe Whirlpool and Susimdae Precipice in Gucheondong, Muju)             | 전북 무주군 설천면 심곡리 산13-2번지 등                    | 무주군수                          | 2009년 9월 18일 지정                                           |
| 57호 | 담양 식영정 일원 (潭陽 息影亭 一圓) (Sigyeongjeong Pavilion and Surroundings, Damyang)                                                | 전남 담양군 남면 가사문학로 859, 등 (지곡리)               | 전남 담양군수                     | 2009년 9월 18일 지정                                           |
| 58호 | 담양 명옥헌 원림 (潭陽 鳴玉軒 苑林) (Myeongokheon Garden, Damyang)                                                                    | 전남 담양군 고서면 후산길 103, 등 (산덕리)                 | 담양군수                          | 2009년 9월 18일 지정                                           |
| 59호 | 해남 달마산 미황사 일원 (海南 達摩山 美黃寺 一圓) (Mihwangsa Temple and Surroundings in Dalmasan Mountain, Haenam)                    | 전남 해남군 송지면 서정리 247 등                           | 해남군수                          | 2009년 9월 18일 지정                                           |
| 60호 | 봉화 청암정과 석천계곡 (奉化 靑巖亭과 石泉溪谷) (Cheongamjeong Pavilion and Seokcheongyegok Valley, Bonghwa)                          | 경북 봉화군 봉화읍 유곡리 산131번지 등                     | 경북 봉화군수                     | 2009년 12월 9일 지정                                           |
| 61호 | 속리산 법주사 일원 (俗離山 法住寺 一圓) (Beopjusa Temple and Surroundings in Songnisan Mountain)                                      | 충북 보은군 속리산면 사내리 산1-1번지 등                   | 보은군수, 대한불교조계종 법주사   | 2009년 12월 9일 지정                                           |
| 62호 | 가야산 해인사 일원 (伽倻山 海印寺 一圓) (Haeinsa Temple and Surroundings in Gayasan Mountain)                                         | 경남 합천군 가야면 치인리 산 1-1번지 등                    | 합천군수, 대한불교조계종 해인사   | 2009년 12월 9일 지정                                           |
| 63호 | 부여 구드래 일원 (扶餘 구드래 一圓) (Gudeurae Ferry and Surroundings, Buyeo)                                                          | 충남 부여군 부여읍 쌍북리 산1번지 등                       | 부여군수                          | 2009년 12월 9일 지정                                           |
| 64호 | 지리산 화엄사 일원 (智異山 華嚴寺 一圓) (Hwaeomsa Temple and Surroundings in Jirisan Mountain)                                        | 전남 구례군 마산면 화엄사로 539, 등 (황전리)               | 구례군수, 대한불교조계종 화엄사   | 2009년 12월 9일 지정                                           |
| 65호 | 조계산 송광사·선암사 일원 (曹溪山 松廣寺·仙岩寺 一圓) (Songgwangsa and Seonamsa Temples in Jogyesan Mountain)                         | 전남 순천시 승주읍 죽학리 산48번지, 송광면 산평리 1번지 등 | 순천시장, 대한불교조계종 송광사   | 2009년 12월 9일 지정                                           |
| 66호 | 두륜산 대흥사 일원 (頭輪山 大興寺 一圓) (Daeheungsa Temple and Surroundings in Duryunsan Mountain)                                    | 전남 해남군 삼산면 구림리 산8-1번지 등                     | 해남군수, 대한불교조계종 대흥사   | 2009년 12월 9일 지정                                           |
| 67호 | 서울 백악산 일원 (서울 白岳山 一圓) (Baegaksan Mountain, Seoul)                                                                       | 서울 종로구 청운동 산2-27, 성북구 성북동 산87-1번지 등     | 서울특별시장                      | 2009년 12월 9일 지정                                           |
| 68호 | 양양 하조대 (襄陽 河趙臺) (Hajodae Rock Beach, Yangyang)                                                                              | 강원 양양군 현북면 조준길 99, 일원 (하광정리)              | 양양군수                          | 2009년 12월 9일 지정                                           |
| 69호 | 안면도 꽃지 할미 할아비 바위 (安眠島 꽃지 할미 할아비 바위) (Halmibawi and Harabibawi Rocks at Kkotji Beach, Anmyeondo Island)        | 충남 태안군 안면읍 승언리 산27번지 등                      | 태안군수                          | 2009년 12월 9일 지정                                           |

## 같이 보기
- 대한민국의 문화재
- 대한민국의 국보
- 대한민국의 보물
- 대한민국의 천연기념물
- 대한민국의 사적
- 대한민국의 국가무형문화재
- 대한민국의 중요민속문화재